# Twinme
Twinme  est une application mobile multiplateforme qui fournit un système de messagerie instantanée chiffrée de bout en bout aussi bien via les réseaux de téléphonie mobiles que par Internet. C’est également un réseau social. Elle a pour particularité d'être une application offrant des services proches de ceux de Messenger ou WhatsApp mais sans donner d'email, nom ou numéro de portable, l'utilisateur donnant seulement à ses correspondants un code barre, qui est différent pour chacun d'eux.

## Histoire
La société Twinlife a été fondée en 2012 en France par d'anciens chercheurs de l'Inria avec l’incubateur de l'Ecole Centrale Paris. Le président, Michel Gien, diplômé de l'Ecole Centrale Paris, est l'ancien "responsable technique des relations entre réseau Cyclades et le réseau européen EIN"" et a "accompagné Louis Pouzin et Hubert Zimmermann, les responsables de réseau Cyclades, lors de leurs travaux au sein de l'IFIP et de l'International Network Working Group (INWG). Après 15 années passées chez Inria et France Telecom Labs à travailler sur les premiers réseaux d’ordinateurs Cyclades, puis sur les systèmes d’exploitation ChorusOS s'était lancé en 1986 dans une société spécialisée dans les micronoyaux et systèmes distribués, Chorus Systèmes SA, sous la présidence d'Hubert Zimmermann et avec "une poignée de chercheurs", avant de devenir associé à la stratégie technique du géant américain de la station de travail puis des serveurs web Sun Microsystems, qui avait racheté  Chorus Systèmes SA en 1997. Il avait ensuite fondé en 2001 la société Jaluna, devenue VirtualLogix après l’entrée d’investisseurs et son installation en Californie, elle-même rachetetée en 2010 par RedBend Software.
L'application Twinme a été déployée dès ses débuts et a profité de l'intérêt pour le recours aux messageries instantanées avec le télétravail mais aussi de la mise à jour de WhatsApp souhaitant monétiser sa plateforme auprès l'e-commerce, avec le risque d'une utilisation publicitaire des données.
En 2016, WhatsApp invite ses utilisateurs à valider le partage de certanes données, numéros de téléphone, listes de contacts et autres données de connexion avec Facebook et Instagram, autres entreprises de Meta alors qu'en 2014, lors du rachat par Facebook, Jan Koum, cofondateur avait assuré que le respect de la vie privée resterait "codé dans notre ADN.".
Twinme n'exige aucun e-mail ou numéro de téléphone lors de l'inscription, contrairement à WhatsApp, Messenger et Signal et n’aspire ni les données de l’utilisateur ni son carnet d’adresse. Les échanges sont cryptés de bout en bout, ce qui est aussi le cas sur WhatsApp. Selon Michel Gien, concepteur de TwinMe, lors d’une première connexion, un QR code est généré anonymement puis scanne par le correspondant présent physiquement, ou envoyé par une autre application ou mail.
L'application utilise la technologie WebRTC, logiciel libre, qui permet  mettre en relation des terminaux (mobiles, TV, objets connectés, etc.) sans laisser de traces dans le cloud, avec une carte SimData et un contrôle parental pour apprendre aux enfants à n’avoir des communications qu’avec des personnes approuvées par les parents, rencontrées dans la vraie vie. Elle s'adresse aussi aux enfants sans téléphone, qui peuvent utiliser leurs Ipod pour contacter leurs amis.

## Modèle économique
Le modèle économique est la commercialisation de licences et une version payante pour des services tels que la gestion des groupes sociaux avec conférences audio/vidéo, profils et notifications dédiés, messages éphémères et interdiction des captures d’écrans.

## Alliances
Les deux applications, Skred et Twinme, ont fusionné en 2021  pour essayer de peser face à WhatsApp,,,,, accusée de vouloir livrer à Facebook les données de ses 2 milliards d’utilisateurs, en étant l'une des alternatives possibles. La fusion a créé un nouvel ensemble d'environ 15 millions d'utilisateurs, dans 22 langues. Jérôme Aguesse, de Skyrock, a pris la direction générale déléguée avec Michel Gien comme directeur général adjoint. Le système de chiffrement a été approuvé par l'Agence nationale de la sécurité des systèmes d’information.
Depuis sa création en 2017, Skred avait séduit 10 millions d'utilisateurs, contre 5 millions pour Twinme. Les deux services fonctionnent grâce au « peer-to-peer », architecture où chaque utilisateur communique directement avec son correspondant, sans  serveur intermédiaire.

## Logiciels similaires
- BlackBerry Messenger
- Facebook Messenger
- GroupMe
- iMessage
- Jitsi
- KakaoTalk
- Kik
- Line
- MXit
- Olvid
- Signal
- Skype
- Telegram
- TextSecure
- Threema
- Trillian
- Viber
- WeChat
- Wire